# Astragalus laconicus
Astragalus laconicus — вид квіткових рослин з родини бобових (Fabaceae). Ареал охоплює такі країни: Греція (район Лаконії).

## Середовище
Висота: 100–150 метрів. Росте на кам'янистих ділянках з чагарниками та фриганою, на сонячних або напівтінистих місцях, на вапнякових або пісковикових ґрунтах, а також на краях оброблюваних ділянок з оливковими або цитрусовими деревами. Вид росте поблизу оброблюваних земель. Якщо середовище існування виду буде оброблено, вид зіткнеться зі зникненням. Інтенсивне землекористування обмежило його поширення кам'янистими місцями або сезонними руслами річок, які досі не обробляються.